# Мацієвський Ігор Володимирович
Ігор Володимирович Мацієвський (28 червня 1941, Харків) — український і російський композитор і музичний етнограф, голова петербурзької та євразійської школи сучасного інструментознавства, доктор мистецтвознавства, завідувач сектором інструментознавства Російського інституту історії мистецтв (Санкт-Петербург), професор Петрозаводської державної консерваторії імені О. Глазунова, заслужений діяч мистецтв України та Польщі, академік Міжнародної академії інформатизації ООН, член-кореспондент Російської академії природничих наук, член спілок композиторів Росії та України, заступник голови Фольклорної комісії Спілки композиторів Росії, член Міжнародної ради традиційної музики ЮНЕСКО, Петербурзької Асоціації україністів, Голова Програмової Ради народної і духовної музики Центрально-Східної Європи (Люблін).

## Біографія
Народився в Харкові. Батько був відомим лікарем-інфекціоністом, доктором медичних наук, завідувач кафедри інфекційних хвороб Івано-Франківського медичного інституту, мати — музикантом-професіоналом. Закінчив Львівську консерваторію по класу композиції, асистентуру-стажировку по кафедрі композиції Ленінградської консерваторії, аспірантуру сектора інструментознавства Інституту театра, музики і кінометографії (нині РІІІ).
У 1970-х роках викладав композицію в Івано-Франківському музичному училищі; у 80-х роках працював в Ленінградському музичному училищі імені Мусоргського; на початку 90-х викладає композицію та інструментування Львівської консерваторії, з 1993 року — професор по класу композиції та курсу органології та музичної антропології Петрозаводської державної консерваторії.

## Музична творчість
Ігор Мацієвський — автор великих симфонічних та хорових творів. Зокрема: ораторії «Пам'ять про Лесю Українку»; «Симфонії-концерту для скрипки з оркестром»; «Концерту для оркестру народних інструментів»; вокально-симфонічного циклу «Діти Гуцульщини»; «П'яти літургічних співів для хору а-капела»; «Білоруської Меси»; музичної поеми «Черемош», «Концерту для трьох фортепіано». Майстер камерних інструментальних та вокальних циклів і пісень на вірші Т. Шевченка, І. Драча, О. Олеся, Б. Антонича, М. Волошина, М. Богдановича, М. Вінграновського, О. Гаруна тощо.

## Педагогічна і наукова діяльність
Підготував 5 докторів і 22 кандидатів наук, зокрема 12 дослідників казаської, узбецької, киргизької, уйгурської, татарської, азербайджанської, тувинської й інших тюркських музичних культур. Автор 4 книг і 10 окремих нотних видань, десятки крупних симфонічних, камерних і хорових циклів, музику 12 музичних кінофільмів. Понад 150 робіт присвячено проблемам традиційного інструменталізму, композиції та імпровізації, співному виконавству, музичному вихованню, історії та теорії органології, пограничній та маргінальній етнічним культурам. Праці опубліковано в Казахстані, Україні, Росії, Литві, Німеччині, Англії, Білорусі, Адигеї, Карелії, США, Марій Ел, Словаччині, Естонії, Грузії, Азербайджані та Польщі.
Одна з праць — «Музичні інструменти гуцулів». У книзі описано приблизно 200 різновидів гуцульських музичних інструментів, що є своєрідним рекордом, адже дослідники народних інструментів інших народів подають опис не більше 20-50 інструментів.
Колекція музичних інструментів народів світу Ігоря Мацієвського (близько 300 екземплярів) оголошена національним надбанням Росії. Ігор Володимирович вміє грати на усіх зібраних музичних інструментах.

## Праці
1969 — Про двоподілний принцип композиції в гуцульській народно-інструментальній музиці (Українське музикознавство, 5)
1970 — Гуцульские скрипичные композиции: Дис, кан, мис.
1972 — Музичні інструменти Закарпатською України (Свидник)
1972 — Фольклор и композиторская техника (Баку)
1976 — Исследовательськие проблемы транскрипции инструментальной народной муыки
1978 — К проблемы эпического в народной инструментальной музыке
1983 — Формирование системно-этнофонического метода в органологии
1985 — Троиска музыка: к вопросу традиционных инструментальных ансамблей
1997 — Питання документації народної інструментальної музики.
1989 — Питання документації народної інструментальної музики
2000 — Жанрові угрупування української традиційної інструментальної музики (Львів)
2002 — Ігри і співголосся, Контонація. (Тернопіль)
2007 — Народная инструментальная музыка как феномен культуры (Алматы)
2012 — Музичні інструменти гуцулів (Київ)